# آن هیچ
آن سلست هِیچ (انگلیسی: Anne Celeste Heche؛ ۲۵ مهٔ ۱۹۶۹ – ۱۱ اوت ۲۰۲۲) بازیگر، کارگردان و فیلم‌نامه‌نویس اهل ایالات متحده آمریکا بود.

## تصادف و مرگ
هِیچ در یک تصادف، با خودرو به یک خانه دو طبقه در لس آنجلس برخورد کرد و خودرو آتش گرفت. خود او دچار سوختگی و به بیمارستان منتقل شد. خانواده هِیچ گفتند که وی دچار آسیب مغزی شدید شده و در کما است و انتظار نمی‌رود که زنده بماند. پلیس روز جمعه آن هفته گفت که آزمایش‌های اولیه روی خون هِیچ وجود مواد مخدر را نشان می‌دهد. اما آزمایش‌های بیشتری لازم است تا مشخص شود که آیا این مواد شامل داروهایی است که در بیمارستان داده شده یا نه. اداره پلیس لس آنجلس اعلام کرد که این حادثه را به عنوان رانندگی تحت تأثیر مواد غیرمجاز و اقدام مجرمانه بررسی می‌کند. در روز ۱۱ اوت ۲۰۲۲ مرگ وی در سن ۵۳ سالگی تایید شد.

## گزیده فیلم‌شناسی

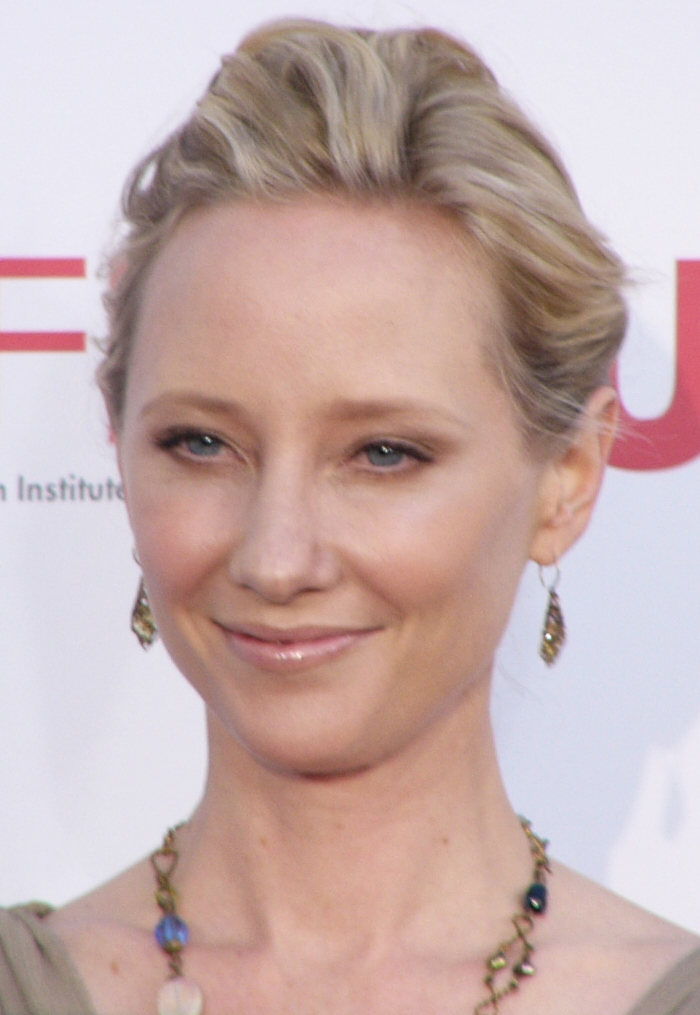
هِیچ در سال ۲۰۰۷

فهرست برخی از فیلم‌ها یا برنامه‌های تلویزیونی که آن هِیچ در آن‌ها به ایفای نقش پرداخته‌است:
- الی مک‌بل
- جراحی پلاستیک
- وقت ماجراجویی
- افسانه کورا
- کوانتیکو
- شیکاگو پی.دی
- رقص با ستارگان
- ماجراهای هاکلبری فین (۱۹۹۳)
- هر کاری خواهم کرد (۱۹۹۴)
- یک پیچ و تاب ساده از سرنوشت (۱۹۹۴)
- در برابر دیوار (۱۹۹۴)
- دختران زندانی (۱۹۹۴)
- پول شیر (۱۹۹۴)
- سمت وحشی (۱۹۹۵)
- هیئت منصفه (۱۹۹۶)
- پای در آسمان (۱۹۹۶)
- اگر این دیوارها می‌توانستند صحبت کنند (۱۹۹۶)
- پیاده‌روی و صحبت کردن (۱۹۹۶)
- دانی براسکو (۱۹۹۷)
- آتشفشان (۱۹۹۷)
- می‌دانم تابستان پیش چه کردی (۱۹۹۷)
- سگ را بجنبان (۱۹۹۷)
- روانی (۱۹۹۸)
- بازگشت به بهشت (۱۹۹۸)
- شش روز، هفت شب (۱۹۹۸)
- سومین معجزه (۱۹۹۹)
- اوگی رز (۲۰۰۰)
- ملت پروزاک (۲۰۰۱)
- جان کیو (۲۰۰۲)
- تولد (۲۰۰۴)
- زندگی جنسی (۲۰۰۵)
- خیریه انسان رنجور (۲۰۰۷)
- عشق چیست؟ (۲۰۰۷)
- سوپرمن: دومزدی (۲۰۰۷)
- گسترش (۲۰۰۹)
- اون‌یکی‌ها (۲۰۱۰)
- سدار راپیدز (۲۰۱۱)
- رمپارت (۲۰۱۱)
- این همان چیزی است که او گفت (۲۰۱۲)
- نوامبر سیاه (۲۰۱۲)
- آرتور نیومن (۲۰۱۲)
- هیچ‌چیز برای ترس باقی نمانده‌است (۲۰۱۳)
- وایلد کارد (۲۰۱۵)
- شب افتتاحیه (۲۰۱۶)
- جنگ گربه‌ها (۲۰۱۶)
- دوست من دامر (۲۰۱۷)
- واکنش مسلحانه (۲۰۱۷)
- آخرین حرف (۲۰۱۷)
- بهترین دشمنان (۲۰۱۹)
- ناپدید شده (۲۰۲۰)
- ۱۳ دقیقه (۲۰۲۱)